# Giuseppe Bertini
Giuseppe Bertini (Milán, 11 de diciembre de 1825-Milán, 24 de noviembre de 1898) fue un pintor y académico italiano, perteneciente al movimiento romántico y verista. Profesor y director de la Academia de Bellas Artes de Brera, fue el primer director y administrador del Museo Poldi Pezzoli de Milán

## Biografía
Fue hijo de Giovani Battista Bertini, el notable restaurador de vidrieras de la Catedral de Milán que realizó, sobre diseño de Luigi Sabatelli, la gran ventana central de la fachada. Al igual que su hermano Pompeo, Giuseppe trabajó junto a su padre y heredó de él el oficio de vidriero artístico. Estudió en la Academia de Brera con Sabatelli y Giuseppe Bisi, y en 1845 fue galardonado con el Gran premio di pittura dell'Accademia di Brera por un cuadro del encuentro entre Dante y FraIlario.
Entre 1848 y 1860 fue contratado ocasionalmente como profesor en la Academia de Brera, y tras la reorganización de esta institución en 1860 fue puesto permanentemente a cargo de una de las dos escuelas de pintura, (Hayez estaba a cargo de la otra), y continuó ejerciendo su cátedra hasta el final del siglo XIX. Carlo Bazzi, Giuseppe Barbaglia, Francesco Filippini, Andrea Fossati,  fueron algunos de sus alumnos. Pompeo Bertini, su hermano, también realizó vidrieras, a veces con diseños de Giuseppe.

## Obras

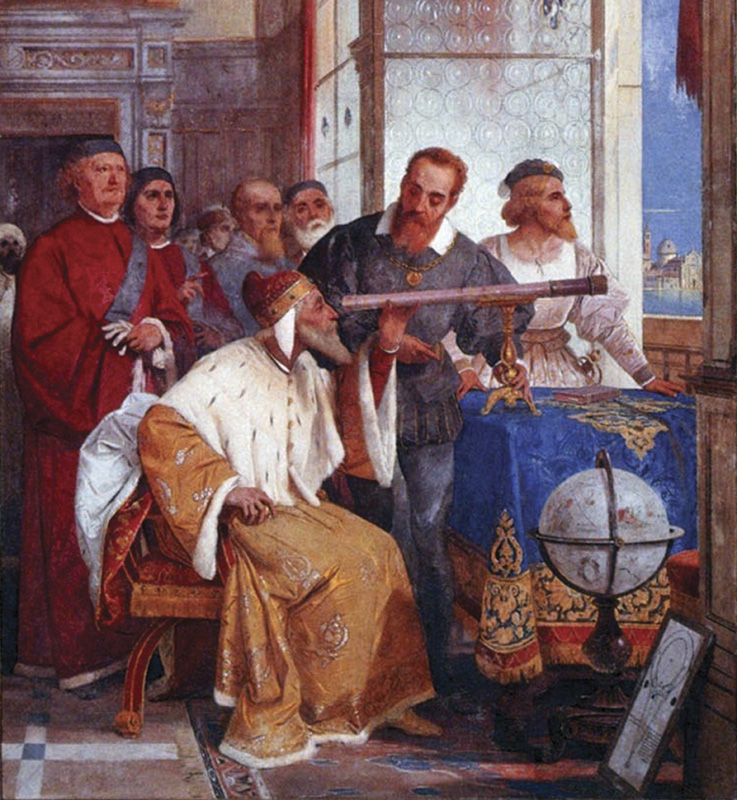
Fresco por Bertini de Galileo que muestra al Dux de Venecia cómo usar el telescopio.

Algunas de sus obras son las siguientes: 
- la entrada triunfal de los soberanos aliados en Milán tras la Batalla de Magenta (después de 1859);
- los frescos en una sala abovedada de la residencia de los Puricelli Guerra, representando a los grandes hombres de la Edad Media, con un fondo de perspectivas de arquitectura gótica;
- un Torquato Tasso presentado a Emmanuel Philibert;
- La Muerte de San José (encargada por una parroquia de Palermo ;
- una Asunción de la Virgen para una iglesia de Valmarana en Altavilla Vicentina;
- un retablo de la Visión de San Francisco de Asís para la iglesia de San Babila, en Milán;
- pinturas para el palacio del conde Ernesto Turati en Milán;
- frescos para la casa del caballero Andrea Ponti en Varese que representan a Guido d'Arezzo enseñando a cantar a un coro de niños, así como escenas de la vida de Volta, Galileo y Colón.

Entre sus obras maestras se encuentra la decoración al fresco de la iglesia greco-ortodoxa de Trieste. Pintó el sipario en colaboración con Raffaele Casnedi para el Teatro de La Scala en 1862.
Bertini fue uno de los fundadores y directores del Museo Poldi-Pezzoli de Milán. La Sala Dorata tiene una serie de tres paneles murales de Bertini al final de la sala, frente a la ventana, el central representando la Pintura, la Escultura y la Arquitectura, y los dos laterales simbolizando la Poesía y la Música. También pintó decoraciones en el techo de la Sala Dante-